# Più pene che pane
Più pene che pane (titolo originale in inglese: More Pricks than Kicks) è una raccolta di 10 racconti scritta da Samuel Beckett intorno agli anni 1930-33 e pubblicata originariamente dalla Chatto and Windus di Londra nel maggio 1934, per interesse di Charles Prentice, e poi ripresa dalla Grove Press di New York nel 1972. È il suo primo libro di finzione, dopo la pubblicazione del saggio su Proust.
Il titolo originale contiene un gioco di parole: Prick, dolore inferto da qualcosa di acuminato, ma anche membro virile; Kick, calcio, ma anche piacere, orgasmo.

## Struttura
Contiene estratti dal romanzo Dream of Fair to Middling Women, per il quale l'autore non riuscì a trovare un editore, insieme con altri racconti, uno solo dei quali era già uscito su rivista. Il libro non vendette granché e fu recensito come mera "imitazione di Joyce" o prodotto "sperimentale e insicuro".
Pur avendo tradotto da sé la maggior parte delle proprie opere, scritte in inglese o direttamente in francese, la traduzione in francese, con il titolo di Bande et sarabande, è stata fatta solo nel 1994, da Edith Fournier.
L'edizione italiana uscì con il titolo Novelle, tradotta da Alessandro Roffeni, presso la SugarCo di Milano nel 1970, (collana «I giorni» n° 41), poi ripresa in ed. economica da Garzanti (1975, collana «I Garzanti» n° 595) e nuovamente da SugarCo (collana «Tasco» n° 15) con il nuovo titolo Più pene che pane.
Da qualche dettaglio, si possono ambientare i racconti a Dublino (dove il libro verrà censurato, e costò a Beckett un processo, impedendone la pubblicazione fino al 1952).
I racconti seguono la vita di un personaggio alquanto libresco, chiamato Belacqua Shuah, una specie di antieroe, dal suo periodo di studente alla morte. Il nome Belacqua è preso da Dante, dal IV canto del Purgatorio, dove simboleggia la pigrizia. Beckett aveva scoperto Dante nel 1926 e da allora era stata una delle sue letture preferite e più frequenti.
- La storia d'apertura, Dante e l'aragosta (Dante and the Lobster), racconta l'orrore davanti alla scoperta che un'aragosta debba essere bollita da viva. L'insegnante di italiano, Beatrice Ottolenghi, è probabilmente modellata su Bianca Esposito[4], una lettrice d'origine napoletana che insegnava al Trinity College.
- Il secondo racconto, Fingal (stesso titolo in originale), copre alcuni incontri giovanili di Belacqua con una certa Winnie e un certo Dr. Sholto.
- Il terzo racconto, Ding-dong (Ding-Dong), il cui titolo probabilmente deriva da La tempesta di Shakespeare[5], ha a che fare con le attività musicali e sportive che Belacqua non fa.
- Il quarto racconto è Una notte umida (A Wet Night). In questa storia un personaggio chiamato Polar Bear è modellato sull'insegnante di Beckett al Trinity College, Thomas Brown Rudmose-Brown[6]. Qui appare anche il collega studente Chas e una certa Caleken Frica (modellata su Mary Manning Howe, un'amica di famiglia dei Beckett).
- Il quinto racconto, Amore e Lete (Love and Lethe), ha echi del suo amore per il Perugino con una comparazione tra il personaggio di Ruby Rough e la Maddalena di una sua Pietà.
- Nel sesto, Una passeggiata (Walking Out), Belacqua è contento di vedere che la propria fidanzata Lucy ha un amante e lo può lasciare in pace.
- Nel settimo racconto, Che disavventura (What a Misfortune), Belacqua è sposato con Lucy da poco, ma diventa vedovo e si sposa con Thelma bboggs, figlia minore di Mr. Otto Olaf bboggs, ricco industriale di produzione di toilet.
- L'ottavo, Il billet doux della Smeraldina (The Smeraldina's Billet Doux), è una lettera d'amore scritta in uno strano inglese teutonico dal personaggio di Smeraldina Rima per Belacqua. Si ritiene che la ragazza, che parla tedesco, sia modellata sulla cugina Peggy Sinclair, per la quale Beckett aveva avuto una cotta, e che al momento dell'uscita del volume era morta da poco.
- Il nono, Giallo (Yellow) vede Belacqua intrappolato dalla routine sociale, fino a quando durante un'operazione chirurgica di natura incerta, improvvisamente muore.
- Il decimo, Rimasugli (Draff) è il racconto dei funerali di Belacqua. Il titolo per qualche tempo era stato previsto possibile per l'intera raccolta[7].

Altre persone reali sono state dipinte all'interno dei racconti, Ethna MacCarthy (detta Alba) e Lucia Joyce (ovvero Syra Cusa). Ma la difficile reazione delle persone che si riconoscevano nei personaggi fece decidere Beckett ad allontanarsi ancora di più dal realismo e a partire da Murphy, suo libro successivo, i propri personaggi diventeranno più astratti.
Al momento di andare in stampa, Charles Prentice gli chiese di aggiungere una storia, e Beckett scrisse Echo's Bones, dove Belacqua risorge, ma poi il racconto non venne incluso e rimane ancora oggi tra gli inediti (benché il titolo fu usato per una sezione di una raccolta di poesie).

## Stile
Creatività spinta, qualche impertinenza e forte ironia spostano continuamente la vicenda in episodi diversi e non sempre compatibili da un punto di vista logico-narrativo, tuttavia di fascino certo, anche per il ricorso ogni tanto a cantilene, citazioni e modi particolari di far aderire la lingua ai personaggi. Come disse uno dei primi anonimi recensori, augurandosi che eventuali prossime edizioni abbiano note esplicative, "non sono racconti convenzionali": se gli "eventi sono ordinari" il loro modo di narrarli è "obliquo", mentre mescola "eroicomico" e "sorprese da bassa commedia".

## Curiosità
- More Pricks than Kicks è il titolo di una canzone di Shane MacGowan and the Popes.
- More Pricks than Kicks è anche il titolo di un bootleg di Nick Cave and the Bad Seeds, che hanno prodotto un disco intitolato Kicking Against the Pricks, al quale è collegato.

## Edizioni
- Dante and the Lobster, «This Quarter», V, 2, dicembre 1932, pp. 222–36
- More Pricks than Kicks, Chatto and Windus, London 1934
- Novelle (più pene che pane), trad. italiana di Alessandro Roffeni, SugarCo, Milano 1970; Garzanti, Milano 1975
- Bande et sarabande[10], trad. francese di Edith Fournier, Minuit, Paris 1994
- Dante e l'aragosta, in Racconti e prose brevi, a cura di Einaudi, Torino 2010